# Melanochyla semecarpoides
Melanochyla semecarpoides är en sumakväxtart som beskrevs av Ding Hou. Melanochyla semecarpoides ingår i släktet Melanochyla och familjen sumakväxter. Inga underarter finns listade i Catalogue of Life.